# Jogo do goleiro

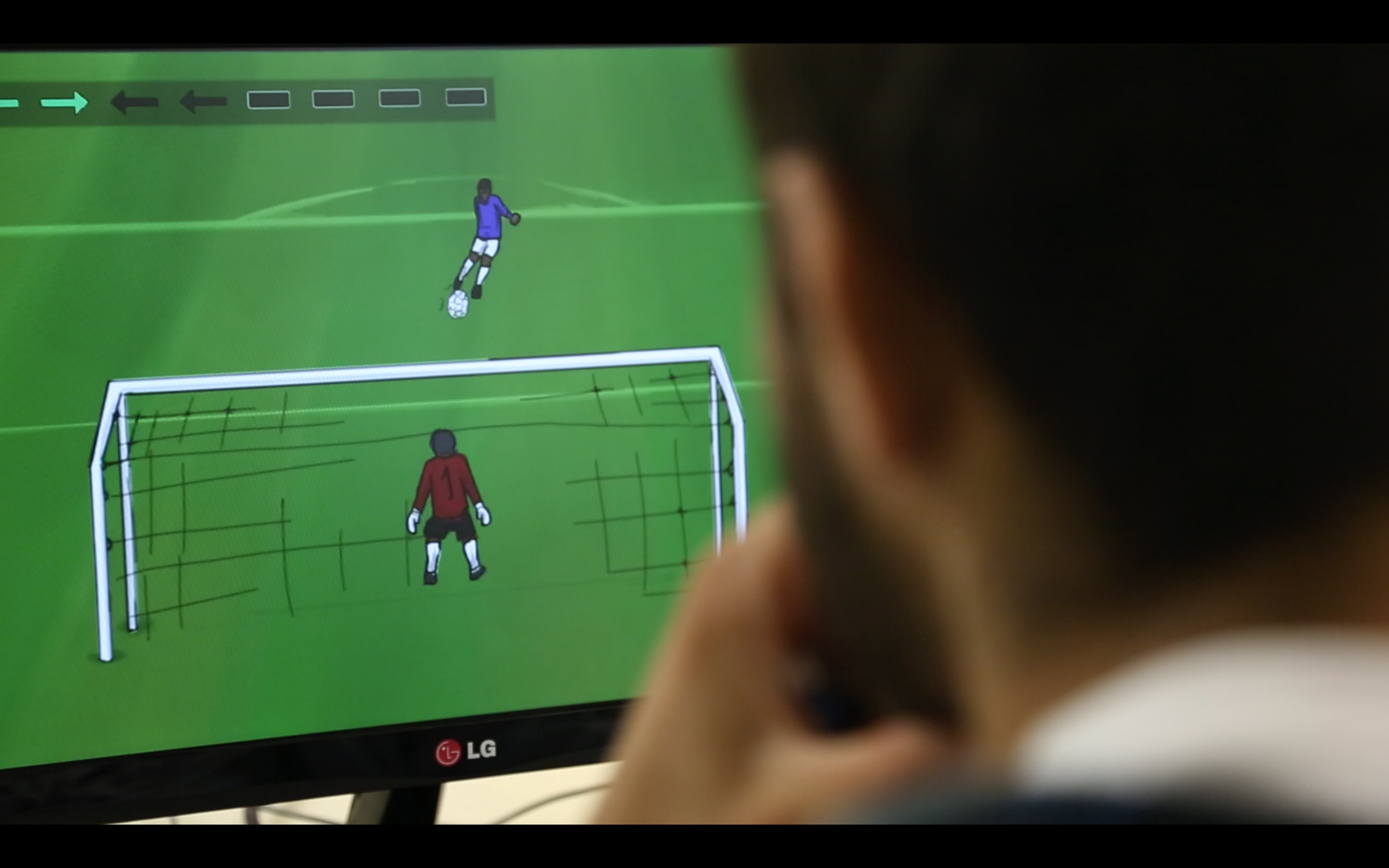
Utilização pedagógica do aplicativo, em 2016

O jogo do goleiro é uma ferramenta para investigar a conjectura de que o cérebro faz seleção de modelos estatísticos. Desenvolvida em 2015 pelos pesquisadores do Centro de Pesquisa, Inovação e Difusão em Neuromatemática (CEPID NeuroMat), um centro de pesquisa da Universidade de São Paulo (USP). O Jogo do goleiro é um jogo de videogame no qual o jogador, assumindo o papel de um goleiro em uma disputa de pênaltis de futebol, tem por objetivo acertar a posição no gol que a bola irá bater (lado esquerdo, lado direito ou centro). O jogo consiste em uma sequência de cobranças de pênaltis nas quais as posições da bola podem ser geradas de forma determinística ou aleatória de acordo com uma estratégia descrita por uma árvore  de contexto e desconhecida pelo jogador. A estratégia é fixa para cada fase e, à medida que o jogador (o goleiro) consegue ter acertos suficientes, o que depende da árvore de estratégias, a fase termina e uma nova começa com uma árvore mais complexa. À medida que o jogo evolui, a expectativa é que para um grande número de tentativas em cada fase o jogador (no papel de goleiro) seja capaz de dar sentido à estratégia e obter um desempenho de alta pontuação. Há versões do Jogo do goleiro para internet, desktop e dispositivos móveis.

### História
O jogo parte das ideias do pesquisador e diretor do CEPID NeuroMat, Antonio Galves sobre os processos estocásticos aplicados para a interação de neurônios, em que cada neurônio dispara aleatoriamente segue um processo de ponto com taxa dependendo de seu potencial de membrana. No momento do disparo, o potencial de membrana do neurônio disparador é redefinido para o valor 0 e, simultaneamente, os potenciais de membrana dos outros neurônios são aumentados por uma quantidade de potencial 1N. Assim, à medida que o tamanho N do sistema diverge, a distribuição dos potenciais de membrana se torna determinística e é descrita por uma densidade limite que obedece a uma PDE não linear que é uma lei de conservação do tipo hiperbólica.
Entre os pesquisadores, têm sido discutida hipóteses de que o cérebro recupera regularidades estatísticas de estímulos. Uma nova abordagem estatística desenvolvida pelo CEPID NeuroMat permite abordar essa conjectura. Essa abordagem é baseada em uma nova classe de processos estocásticos, a saber, sequências de objetos aleatórios acionados por cadeias com memória de alcance variável.

## Pesquisas
Atualmente, o Jogo do goleiro está sendo usado pelo CEPID NeuroMat em suas pesquisas como uma ferramenta de avaliação em neurociência básica e aplicada. Na doença de Parkinson (DP) estão, ambos, relacionados à perda dopaminérgica. Como o Jogo do goleiro é um instrumento dedicado a avaliar a capacidade de automaticidade, é uma ferramenta potencial para avaliar indiretamente a perda dopaminérgica e a marcha. O Jogo do goleiro permite uma coleta massiva de dados, com isso a análise estatística das taxas de acerto dos jogadores mostrou-se sensível ao declínio cognitivo associado aos modelos de tomada de decisão dos jogadores. Considerando que o desempenho da marcha sob condições complexas depende do processo de tomada de decisão subjacente à negociação de obstáculos, seleção de velocidade, etc. partindo dos resultados coletados sugere-se que o desempenho do Jogo do goleiro esteja associado ao desempenho da marcha sob condições complexas.